# Madagaspis pauliani
Madagaspis pauliani är en insektsart som beskrevs av Mamet 1950. Madagaspis pauliani ingår i släktet Madagaspis och familjen pansarsköldlöss.
Artens utbredningsområde är Madagaskar. Inga underarter finns listade i Catalogue of Life.